# Tok polja
U matematici i fizici tok ili fluks (lat. fluo, 3., fluxi, fluctum - teći) (vektorskog) polja je jedna od najreprezentativnijih veličina za polja. Intuitivno se predočava upravo kako i naziv kaže: kao tok fluida kroz određenu površinu u određenom vremenu.

## Definicija
Ako se zamisli da kroz element površine {\displaystyle dS} teče fluid, pitanje je koliko fluida prođe kroz zadanu površinu u jedinici vremena. U jedinici vremena proteće izvesna zapremina paralelepipeda, te je element toka
{\displaystyle d\Phi =hdS=vdS\cos \varphi ,}
a kako je
{\displaystyle v\cos \varphi ={\vec {v}}\cdot {\vec {n}}}
(gde je {\displaystyle {\vec {n}}} vektor normale na površinu {\displaystyle dS}), sledi
{\displaystyle d\Phi ={\vec {v}}\cdot {\vec {n}}dS={\vec {v}}\cdot d{\vec {S}}.}
Odatle je
{\displaystyle \Phi {\stackrel {def.}{=}}\int \limits _{S}{\vec {v}}\cdot d{\vec {S}}.}

## Svojstvo
Ukoliko je površina zatvorena, tok postaje
{\displaystyle \Phi =\oint \limits _{S}{\vec {v}}\cdot d{\vec {S}}.}
Stoga, ako je vektor {\displaystyle {\vec {v}}} konstantan, fluks je
{\displaystyle \Phi =\oint \limits _{S}{\vec {v}}\cdot d{\vec {S}}={\vec {v}}\oint \limits _{S}d{\vec {S}}=0,}
jer je integral vektora zatvorene površine jednak nuli. Vidi se da tok pokazuje polje u određeoj celokupnoj zapremini, obuhvaćenoj određenom površinom po kojoj integriše, i tako služi kao kvantitativna mera polja u zapremini. Nekada je potrebno naći takvu meru ne samo u celoj zapremini, već u pojedinim tačkama prostora. Za to se koristi divergencija.

## Literatura
- Browne, Michael, PhD (2010). Physics for Engineering and Science, 2nd Edition. Schaum Outlines. New York, Toronto: McGraw-Hill Publishing. ISBN 978-0-0716-1399-6.
- Purcell, Edward, PhD (2013). Electricity and Magnetism, 3rd Edition. Cambridge, UK: Cambridge University Press. ISBN 978110-7014022.
- Stauffer, P.H. (2006). „Flux Flummoxed: A Proposal for Consistent Usage”. Ground Water. 44 (2): 125—128. Bibcode:2006GrWat..44..125S. PMID 16556188. doi:10.1111/j.1745-6584.2006.00197.x.